# Herbert Goldstein
Herbert Goldstein (* 26. Juni 1922 in New York; † 12. Januar 2005 ebenda) war ein US-amerikanischer Physiker.

## Leben
Goldstein studierte am City College of New York (Bachelor-Abschluss 1940) und promovierte 1943 am Massachusetts Institute of Technology. Seit 1961 war er Professor für Kernphysik und Kerntechnik an der Columbia University. Er war dort als Lehrer sehr erfolgreich und erhielt 1976 den Teaching Award der Universität und wurde 1984 deren erster Thomas Alva Edison Professor. Er war unter anderem als Wissenschaftler am Oak Ridge National Laboratory und am Brookhaven National Laboratory.
Bekannt wurde Goldstein vor allem als Autor des Standard-Lehrbuches Klassische Mechanik, das seit der Erstveröffentlichung 1950 Studenten weltweit als Referenz dient und in neun Sprachen übersetzt wurde. Darüber hinaus war er ein anerkannter Fachmann in Fragen der Abschirmung gegen ionisierende Strahlung bei Kernreaktoren und erster Vorsitzender (1961/62) der Shielding Division der American Nuclear Society (ANS), deren Distinguished Service Award er 1977 erhielt.
Er war Gründungsmitglied und auch Präsident der Association of Orthodox Jewish Scientists, einer Organisation zur Erforschung der Beziehungen zwischen Wissenschaft und der jüdisch-orthodoxen Halacha.
Herbert Goldstein starb als emeritierter Professor der Columbia University. Er wurde in Israel begraben. Er war verheiratet und hatte drei Kinder.
Er war Fellow der American Physical Society, der New York Academy of Sciences und der American Association for the Advancement of Science.

## Auszeichnungen
- 1962: Ernest-Orlando-Lawrence-Preis
- 1989: Arthur Holly Compton Award der ANS

## Werke
- Herbert Goldstein, Charles P. Poole und John L. Safko: Klassische Mechanik (Übersetzung: Michael Baer). - 3., vollst. überarb. und erw. Aufl - Weinheim : Wiley-VCH, 2006. (Lehrbuch Physik), ISBN 3-527-40589-5.
- Herbert Goldstein, Charles Poole, John Safko: Classical mechanics - 3rd ed. - San Francisco, Calif.: Addison-Wesley, 2002, ISBN 0-201-65702-3.
- Herbert Goldstein. Fundamental aspects of reactor shielding - Reading, Massachusetts : Addison-Wesley, cop. 1959. (Addison-Wesley series in nuclear science and engineering)